# Jaskinia Radochowska
Die Höhle Jaskinia Radochowska (deutsch: Reyersdorfer Tropfsteinhöhle auch Kunzendorfer Höhle) ist eine Schau- und Tropfsteinhöhle in der Schalaster Koppe im Massiv des Reichensteiner Gebirges in den östlichen Sudeten in Polen.
Der Name lässt leitet sich von dem Nahe gelegene Ort Radochów (deutsch: Reyersdorf) ab.
Die Höhle ist ca. 265 Meter lang und hat drei Öffnungen.